# كلك (نجف أباد)
کلك (بالفارسية: کلک) هي قرية تقع في إيران في Najafabad Rural District.